# Victoria Abril
Victoria Mérida Rojas (Madrid, 4 de julio de 1959), conocida como Victoria Abril, es una actriz y cantante española, cuya carrera se ha desarrollado principalmente en España y Francia, aunque también ha trabajado en otros países.

## Trayectoria artística
Nace en 1959 y crece entre Benajarafe (Málaga) y Madrid. Desde pequeña se interesa por la danza y estudia ballet clásico. Con quince años encamina sus pasos hacia el cine, debutando como actriz en la película Obsesión, de Francisco Lara Polop.
En 1975 y 1976 aparece brevemente en las películas Robin y Marian, dirigida por Richard Lester y protagonizada por Sean Connery y Audrey Hepburn, El puente, de Juan Antonio Bardem y El hombre que supo amar, de Miguel Picazo.
Entre 1976 y 1978 se hace muy popular al convertirse en azafata del concurso Un, dos, tres... responda otra vez, ideado por Narciso Ibáñez Serrador para Televisión Española.

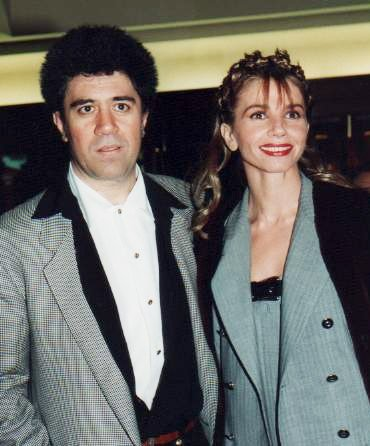
Abril y Pedro Almodóvar en 1993.

En 1977 interpreta el papel principal de Cambio de sexo, rechazado previamente por Ángela Molina. Inicia así una fructífera colaboración con Vicente Aranda, para quien protagonizará algunas de sus películas más relevantes, entre ellas La muchacha de las bragas de oro (1980), Tiempo de silencio (1986), El Lute: camina o revienta (1987), Amantes (1991) y Libertarias (1996). En algunos repartos coincide con Imanol Arias, Jorge Sanz o Antonio Banderas.
Además, trabaja con asiduidad en Italia y especialmente en Francia, siendo candidata al Premio César en dos ocasiones y estableciendo allí su residencia. Cimenta así una de las carreras interpretativas más brillantes del cine español, en la que tienen cabida directores como Mario Camus (La colmena), Jaime Chávarri (Las bicicletas son para el verano), Manuel Gutiérrez Aragón (La noche más hermosa), Pedro Almodóvar (¡Átame!, Tacones lejanos, Kika) o Carlos Saura (El séptimo día).
Su excelente papel en la película ¡Átame! de Pedro Almodóvar, impresionó tanto a una joven Penélope Cruz, que la madrileña decidió que algún día se dedicaría al mundo del cine como su protagonista, por la que siempre ha profesado una profunda admiración.
Con El Lute consigue su primera Concha de Plata a la mejor actriz en el Festival de San Sebastián y por su trabajo en Amantes recibe el equivalente Oso de Plata en el Festival de Berlín. Candidata en nueve ocasiones (seis consecutivas) al Premio Goya, solo se impone en 1995 por Nadie hablará de nosotras cuando hayamos muerto, de Agustín Díaz Yanes, con quien vuelve a colaborar en Sin noticias de Dios (2001) y Sólo quiero caminar (2008).
Su incursión en Hollywood, con la película Jimmy Hollywood de Barry Levinson, no resulta demasiado productiva. Rechaza entonces el papel protagonista de La pasión turca, que luego recae en Ana Belén.
En televisión aparece en series como La barraca (1979) o Los pazos de Ulloa (1985), así como a las órdenes de Vicente Aranda en un capítulo de La huella del crimen (El crimen del Capitán Sánchez, 1985) y en Los jinetes del alba (1991). También en cortometrajes como Pour elle (2009), realizado por Blanca Li.
Desde 2005 prueba suerte en la música con la publicación de un disco de clásicos de la bossa nova (Putcheros do Brasil) y realizando giras de conciertos con canciones en portugués, francés y castellano.
En 2013 formó parte del jurado de Un air de star, la versión francesa del talent-show Tu cara me suena junto a Angel Llácer.
Desde 1982 reside en París (Francia) donde ha desarrollado su carrera artística en el teatro, el cine y la televisión, donde ha conseguido varias nominaciones en los premios César de la Academia del Cine francés.

## Vida personal
El 28 de julio de 1977 se casó con Gustavo Laube, antiguo futbolista de la selección nacional de Chile y agente artístico. La pareja se separó a principios de 1982.
Victoria Abril tiene dos hijos de su antigua relación con el cineasta francés Gérard de Battista.
Es musa y amiga personal del diseñador de moda francés Jean-Paul Gaultier.

## Filmografía
| Año  | Título                                                                                  | Personaje               | Director                                 | País                                        |
| ---- | --------------------------------------------------------------------------------------- | ----------------------- | ---------------------------------------- | ------------------------------------------- |
| 1975 | Robin y Marian                                                                          | Reina Isabel            | Richard Lester                           | Reino Unido                                 |
| 1975 | Obsesión                                                                                | Angelines               | Francisco Lara Polop                     | España                                      |
| 1976 | El hombre que supo amar                                                                 | Amelia                  | Miguel Picazo                            | España                                      |
| 1976 | Caperucita y Roja                                                                       | Caperucita              | Aitor Goirocelaya, Luis Revenga          | España                                      |
| 1976 | El puente                                                                               | Lolita                  | Juan Antonio Bardem                      | España                                      |
| 1977 | Doña Perfecta                                                                           | Rosario                 | César Fernández Ardavín                  | España                                      |
| 1977 | Esposa y amante                                                                         | Marisa                  | Angelino Fons                            | España                                      |
| 1977 | Cambio de sexo                                                                          | José María              | Vicente Aranda                           | España                                      |
| 1980 | La muchacha de las bragas de oro                                                        | Mariana                 | Vicente Aranda                           | España Venezuela                            |
| 1980 | Mater Amatísima                                                                         | Clara                   | José Antonio Salgot                      | España                                      |
| 1980 | Otra mujer (Le cœur à l'envers)                                                         | Anfitriona              | Franck Apprederis                        | España Francia                              |
| 1980 | Más vale pájaro en mano (Mieux vaut être riche et bien portant que fauché et mal foutu) | Mercedes                | Max Pécas                                | Francia España Alemania Occidental          |
| 1980 | La casa del paraíso                                                                     | Victoria                | Santiago San Miguel                      | España Venezuela                            |
| 1981 | Yendo hacia ti (Comin' at Ya!)                                                          | Abilene                 | Ferdinando Baldi                         | Italia España Estados Unidos                |
| 1981 | La batalla del porro                                                                    | Violeta                 | Joan Minguell                            | España Venezuela                            |
| 1981 | La guerrillera (La guérilléra)                                                          | Bárbara Périsson        | Pierre Kast                              | Francia Italia España                       |
| 1982 | Asesinato en el Comité Central                                                          | Carmela                 | Vicente Aranda                           | España                                      |
| 1982 | Entre paréntesis                                                                        | Carmer                  | Simó Fàbregas, Gustavo Montiel Pagés     | España México                               |
| 1982 | La colmena                                                                              | Julita                  | Mario Camus                              | España                                      |
| 1982 | Sem sombra de pecado                                                                    | María da Luz            | José Fonseca e Costa                     | Portugal                                    |
| 1982 | Le bâtard                                                                               | Betty                   | Bertrand Van Effenterre                  | Francia                                     |
| 1982 | J'ai épousé une ombre                                                                   | Fifo                    | Robin Davis                              | Francia                                     |
| 1983 | Las bicicletas son para el verano                                                       | Manolita                | Jaime Chávarri                           | España                                      |
| 1983 | Le voyage                                                                               | Véronique               | Michel Andrieu                           | Francia                                     |
| 1983 | La luna bajo el asfalto (La lune dans le caniveau)                                      | Bella                   | Jean-Jacques Beineix                     | Francia Italia                              |
| 1984 | La última solución (L'addition)                                                         | Patty                   | Denis Amar                               | Francia                                     |
| 1984 | La noche más hermosa                                                                    | Elena                   | Manuel Gutiérrez Aragón                  | España                                      |
| 1984 | Río abajo (On the Line)                                                                 | Engracia                | José Luis Borau                          | España Estados Unidos Australia             |
| 1984 | Rouge-Gorge                                                                             | Marguerite              | Pierre Zucca                             | Francia Bélgica                             |
| 1984 | After Darkness                                                                          | Pascale                 | Sergio Guerraz, Dominique Othenin-Girard | Suiza                                       |
| 1985 | Padre nuestro                                                                           | Cardenala               | Francisco Regueiro                       | España                                      |
| 1985 | La hora bruja                                                                           | Saga                    | Jaime de Armiñán                         | España                                      |
| 1986 | Max mi amor (Max mon amour)                                                             | María                   | Nagisa Oshima                            | Francia Estados Unidos                      |
| 1986 | Ternosecco                                                                              | Brígida                 | Giancarlo Giannini                       | Italia                                      |
| 1986 | Tiempo de silencio                                                                      | Dorita                  | Vicente Aranda                           | España                                      |
| 1987 | El Lute: camina o revienta                                                              | Chelo                   | Vicente Aranda                           | España                                      |
| 1987 | La ley del deseo                                                                        | Chica con Juan          | Pedro Almodóvar                          | España                                      |
| 1987 | Barrios altos                                                                           | Verónica                | José Luis Berlanga                       | España                                      |
| 1987 | El juego más divertido                                                                  | Ada / Sara              | Emilio Martínez Lázaro                   | España                                      |
| 1987 | El placer de matar                                                                      | La Merche               | Félix Rotaeta                            | España                                      |
| 1988 | Ada dans la jungle                                                                      | Carmen                  | Gérard Zingg                             | Francia Costa de Marfil                     |
| 1988 | Baton Rouge                                                                             | Ana Alonso              | Rafael Monleón                           | España                                      |
| 1988 | Sans peur et sans reproche                                                              | Jeanne                  | Gérard Jugnot                            | Francia                                     |
| 1989 | Si te dicen que caí                                                                     | Menchu / Aurora Nin     | Vicente Aranda                           | España                                      |
| 1989 | ¡Átame!                                                                                 | Marina Osorio           | Pedro Almodóvar                          | España                                      |
| 1990 | Sandino                                                                                 | Blanca Arauz            | Miguel Littín                            | Chile España Cuba México Nicaragua          |
| 1990 | A solas contigo                                                                         | Gloria                  | Eduardo Campoy                           | España                                      |
| 1991 | Amantes                                                                                 | Luisa                   | Vicente Aranda                           | España                                      |
| 1991 | Una época formidable (Une époque formidable)                                            | Juliette                | Gérard Jugnot                            | Francia                                     |
| 1991 | Tacones lejanos                                                                         | Rebeca                  | Pedro Almodóvar                          | España                                      |
| 1992 | Demasiado corazón                                                                       | Ana / Clara             | Eduardo Campoy                           | España                                      |
| 1993 | Intruso                                                                                 | Luisa                   | Vicente Aranda                           | España                                      |
| 1993 | Kika                                                                                    | Andrea Caracortada      | Pedro Almodóvar                          | España                                      |
| 1994 | Casque bleu                                                                             | Alicia                  | Gérard Jugnot                            | Francia                                     |
| 1994 | Felpudo maldito (Gazon maudit)                                                          | Loli                    | Josiane Balasko                          | Francia                                     |
| 1994 | Jimmy Hollywood                                                                         | Lorraine de la Peña     | Barry Levinson                           | Estados Unidos                              |
| 1995 | Nadie hablará de nosotras cuando hayamos muerto                                         | Gloria                  | Agustín Díaz Yanes                       | España                                      |
| 1996 | Libertarias                                                                             | Floren                  | Vicente Aranda                           | España                                      |
| 1997 | La mujer del cosmonauta (La femme du cosmonaute)                                        | Anna                    | Jacques Monnet                           | Francia                                     |
| 1998 | Entre las piernas                                                                       | Miranda                 | Manuel Gómez Pereira                     | España                                      |
| 1998 | Mamá, preséntame a papá (Mon père, ma mère, mes frères et mes sœurs)                    | Anne                    | Charlotte de Turckheim                   | Francia España                              |
| 1999 | 101 Reykjavík                                                                           | Lola                    | Baltasar Kormákur                        | Islandia Dinamarca Francia Noruega Alemania |
| 2000 | La ruta hacia El Dorado (The Road to El Dorado) -Doblaje-                               | Chel                    | Bibo Bergeron, Don Paul                  | Estados Unidos                              |
| 2001 | Mi marido es una ruina (Mari del sud)                                                   | Sabina                  | Marcello Cesena                          | España Italia Reino Unido                   |
| 2001 | Sin noticias de Dios                                                                    | Lola Nevado             | Agustín Díaz Yanes                       | España México                               |
| 2002 | Et après?                                                                               | Laura                   | Mohamed Ismail                           | Marruecos                                   |
| 2003 | Kaena: La profecía (Kaena: La Prophétie) -Voz-                                          | Reina de los Selenitas  | Chris Delaporte, Pascal Pinon            | Francia Canada                              |
| 2003 | Incautos                                                                                | Pilar                   | Miguel Bardem                            | España                                      |
| 2003 | El séptimo día                                                                          | Luciana Fuentes         | Carlos Saura                             | España                                      |
| 2004 | Cause toujours!                                                                         | Jacinthe                | Jeanne Labrune                           | Francia                                     |
| 2004 | La gente honrada (Les gens honnêtes vivent en France)                                   | Aurore Langlois         | Bob Decout                               | Francia Colombia                            |
| 2004 | Escuela de seducción                                                                    | Sandra Vega             | Javier Balaguer                          | España                                      |
| 2005 | Tirante el Blanco (Tirant lo Blanc)                                                     | Viuda Reposada          | Vicente Aranda                           | España                                      |
| 2005 | Carne de neón (cortometraje)                                                            | Pura                    | Paco Cabezas                             | España                                      |
| 2005 | Les aristos                                                                             | Duquesa Pilar de Málaga | Charlotte de Turckheim                   | Francia                                     |
| 2006 | El camino de los ingleses                                                               | Señorita del casco      | Antonio Banderas                         | España                                      |
| 2007 | Óscar, una pasión surrealista                                                           | Ana                     | Lucas Fernández                          | España                                      |
| 2008 | Mejor que nunca                                                                         | Isabel Romero           | Dolores Payás                            | España Francia Italia                       |
| 2008 | Sólo quiero caminar                                                                     | Gloria                  | Agustín Díaz Yanes                       | España México                               |
| 2012 | The woman who brushed off her tears                                                     | Helena                  | Teona Strugar Mitevska                   | ARY Macedonia                               |
| 2012 | Mince alors                                                                             | Sophie                  | Charlotte de Turckheim                   | Francia                                     |
| 2016 | Joséphine s'arrondit                                                                    | La madre de Giles       | Marilou Berry                            | Francia                                     |
| 2016 | Nacida para ganar                                                                       | Victoria                | Vicente Villanueva                       | España                                      |
| 2018 | Bernarda                                                                                | Josefa                  | Emilio Ruiz Barrachina                   | España                                      |
| 2020 | La lista de los deseos                                                                  | Carmen                  | Álvaro Díaz Lorenzo                      | España                                      |

## Televisión

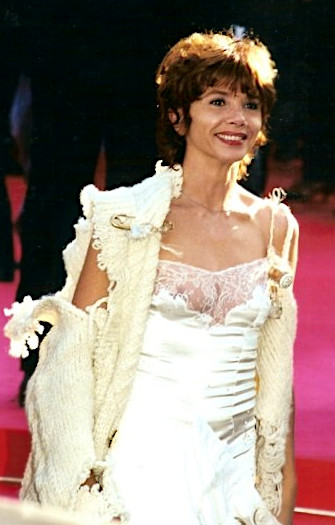
Victoria Abril en el festival de Cannes 2000.

### Series de televisión
| Año       | Serie                                           | Canal               | Personaje               | Notas        |
| --------- | ----------------------------------------------- | ------------------- | ----------------------- | ------------ |
| 1976      | Los libros                                      | La 1                | Eugenia                 | 1 episodio   |
| 1979      | La barraca                                      | La 1                | Roseta                  | 9 episodios  |
| 1982      | Estudio 1                                       | La 1                | Elena                   | 1 episodio   |
| 1984      | Télévision de chambre                           | TF1                 | Antoinette              | 1 episodio   |
| 1985      | La huella del crimen                            | La 1                | María Luisa Sánchez     | 1 episodio   |
| 1985      | Los pazos de Ulloa                              | La 1                | Nucha / Manolita        | 4 episodios  |
| 1990      | La mujer de tu vida                             | La 1                | Bel                     | 1 episodio   |
| 1990      | Los jinetes del alba                            | La 1                | Marian                  | 5 episodios  |
| 1994      | Sandino                                         | La 1                | Blanca Arauz            | 3 episodios  |
| 2009      | Mister Mocky présente                           | Calle 13            |                         | 1 episodio   |
| 2009      | X Femmes                                        | Canal +             | Mujer                   | 1 episodio   |
| 2010      | Le Grand Restaurant                             | France 2            | Clienta del restaurante | 1 episodio   |
| 2010-2018 | Clem                                            | TF1                 | Caroline Ferran         | 45 episodios |
| 2011      | Les beaux mecs                                  | France 2            | Olga                    | 4 episodios  |
| 2011      | La Chanson du dimanche                          | France 2            | Francesca               | 1 episodio   |
| 2011      | Hospital Central                                | Telecinco           | La Polaca               | 1 episodio   |
| 2014      | Sin Identidad                                   | Antena 3            | Fernanda Duque Expósito | 9 episodios  |
| 2017      | La loi de Gloria                                | France 3            | Gloria Mendoza          | 1 episodio   |
| 2019      | Días de Navidad                                 | Netflix             | María                   | 3 episodios  |
| 2019      | Caïn                                            | France 2            | Patricia                | 1 episodio   |
| 2021      | MasterChef Celebrity España                     | Televisión Española | Victoria Abril          | 7 episodios  |
| 2021      | Demain nous appartient                          | TF1                 | Rebecca Flores          | 20 episodios |
| 2021      | Sauver Lisa                                     | M6                  | Isabel Álvarez          | 6 episodios  |
| 2021      | Joséphine, ange gardien                         | TF1                 | Cécilia Arranz          | 1 episodio   |
| 2021      | Le Grand Restaurant : Réouverture après travaux | M6                  |                         | 1 episodio   |

### Programas de televisión
- Un, dos, tres... responda otra vez (Narciso Ibáñez Serrador, 1976-1978)
- 625 líneas (1978) (presentadora)
- A pie, en bici o en moto (1982) (presentadora)
- Gala inaugural de Tele 5 (1990)
- El club de la comedia (2012)
- MasterChef Celebrity (2021) (concursante)

## Discografía
- Enciende mi pasión (1979)
- Putcheros do Brasil (2005)
- Olala! (2007)

## Premios y nominaciones
Festival Internacional de Cine de Berlín
| Año  | Categoría                                       | Película | Resultado |
| ---- | ----------------------------------------------- | -------- | --------- |
| 1991 | Oso de Plata a la mejor interpretación femenina | Amantes  | Ganadora  |

Festival Internacional de Cine de San Sebastián
| Año  | Categoría                         | Película                                        | Resultado |
| ---- | --------------------------------- | ----------------------------------------------- | --------- |
| 1995 | Concha de Plata a la mejor Actriz | Nadie hablará de nosotras cuando hayamos muerto | Ganadora  |
| 1987 | Concha de Plata a la mejor actriz | El Lute: camina o revienta                      | Ganadora  |

Premios César
| Año  | Categoría               | Película                                        | Resultado |
| ---- | ----------------------- | ----------------------------------------------- | --------- |
| 1984 | Mejor actriz secundaria | La luna en el arroyo (La lune dans le caniveau) | Nominada  |
| 1985 | Mejor actriz secundaria | La última solución (L'addition)                 | Nominada  |

Premios Goya
| Año  | Categoría                                  | Película                                        | Resultado |
| ---- | ------------------------------------------ | ----------------------------------------------- | --------- |
| 1986 | Mejor interpretación femenina protagonista | Tiempo de silencio                              | Nominada  |
| 1987 | Mejor interpretación femenina protagonista | El Lute: camina o revienta                      | Nominada  |
| 1988 | Mejor interpretación femenina protagonista | Baton Rouge                                     | Nominada  |
| 1989 | Mejor interpretación femenina protagonista | Si te dicen que caí                             | Nominada  |
| 1990 | Mejor interpretación femenina protagonista | ¡Átame!                                         | Nominada  |
| 1991 | Mejor interpretación femenina protagonista | Amantes                                         | Nominada  |
| 1995 | Mejor interpretación femenina protagonista | Nadie hablará de nosotras cuando hayamos muerto | Ganadora  |
| 2001 | Mejor interpretación femenina protagonista | Sin noticias de Dios                            | Nominada  |
| 2004 | Mejor interpretación femenina de reparto   | El séptimo día                                  | Nominada  |

Premios Feroz
| Año  | Categoría      | Resultado |
| ---- | -------------- | --------- |
| 2021 | Feroz de Honor | Ganadora  |

Premios Fotogramas de Plata
| Año  | Categoría                      | Película                                                                       | Resultado |
| ---- | ------------------------------ | ------------------------------------------------------------------------------ | --------- |
| 1984 | Mejor actriz de cine           | La noche más hermosa Las bicicletas son para el verano Río abajo (On the line) | Nominada  |
| 1985 | Mejor intérprete de televisión | La hora bruja La última solución (L'addition) Padre nuestro                    | Ganadora  |
| 1985 | Mejor intérprete de televisión | La huella del crimen 1: El crimen del Capitán Sánchez Los pazos de Ulloa       | Nominada  |
| 1986 | Mejor actriz de cine           | Tiempo de silencio                                                             | Nominada  |
| 1987 | Mejor actriz de cine           | Barrios altos El Lute: camina o revienta                                       | Ganadora  |
| 1988 | Mejor actriz de cine           | Baton Rouge El juego más divertido El placer de matar                          | Nominada  |
| 1989 | Mejor actriz de cine           | Si te dicen que caí                                                            | Ganadora  |
| 1990 | Mejor actriz de cine           | A solas contigo ¡Átame!                                                        | Nominada  |
| 1991 | Mejor actriz de cine           | Amantes Sandino Tacones lejanos                                                | Nominada  |
| 1993 | Mejor actriz de cine           | Intruso                                                                        | Nominada  |
| 1995 | Mejor actriz de cine           | Nadie hablará de nosotras cuando hayamos muerto                                | Nominada  |
| 2001 | Mejor actriz de cine           | Sin noticias de Dios                                                           | Nominada  |

Premios de la Unión de Actores
| Año  | Categoría                                 | Película                                        | Resultado |
| ---- | ----------------------------------------- | ----------------------------------------------- | --------- |
| 1995 | Mejor interpretación protagonista de cine | Nadie hablará de nosotras cuando hayamos muerto | Ganadora  |
| 2001 | Mejor interpretación protagonista de cine | Sin noticias de Dios                            | Nominada  |
| 2004 | Mejor actriz de reparto de cine           | El séptimo día                                  | Ganadora  |
| 2011 | Mejor actriz secundaria de televisión     | Hospital Central                                | Nominada  |
| 2014 | Mejor actriz secundaria de televisión     | Sin identidad                                   | Ganadora  |

Premios TP de Oro
| Año  | Categoría    | Serie                      | Resultado |
| ---- | ------------ | -------------------------- | --------- |
| 1989 | Mejor actriz | El Lute: camina o revienta | Ganadora  |
| 1991 | Mejor actriz | Los jinetes del alba       | Nominada  |

### Otros premios y reconocimientos
- Es Oficial de las Artes y las Letras de Francia, desde 1998.[4]
- En 2002 fue nombrada  Dama de la Legión de Honor francesa
- Medalla de Oro al mérito en las Bellas Artes (2004).[8]
- Estrella en el paseo de la fama de Almería (2019).
- Premio Feroz de Honor (2021).[9]
- Premio Luis Buñuel (2024) del Festival Internacional de Cine de Huesca.[10][11]